# Сидельникова, Анастасия Алексеевна
Анастасия Алексеевна Сидельникова (27 апреля 2001, Кемеровская область) — российская спортсменка, борец вольного стиля. Чемпионка европы 2025 года, трехкратная чемпионка России. Чемпионка мира среди юниоров 2021. Мастер спорта международного класса по вольной борьбе.

## Биография
Начала заниматься борьбой в 9 лет, тренировал спортсменку Остроухов Андрей Николаевич. В 2013 году переехала в город Осинники, где начала тренироваться у Брайко Григория Петровича. Представляет Свердловскую и Кемеровскую область. Является выпускницей Ленинск-Кузнецкого Училища олимпийского резерва.
В 2021 стала чемпионкой мира среди юниорок в Уфе, в весовой категории до 59 кг. После победы на первенстве мира ей было присвоено звания мастера спорта России международного класса. В 2022 выиграла взрослый чемпионат России. В августе 2023 года Анастасия пришла второй на Международном фестивале университетского спорта в Екатеринбурге. В сентябре 2023 года участвовала на чемпионате мира в Белграде (Сербия), но заняла лишь 7-е место. В октябре 2023 года она стала бронзовой медалисткой первенства мира до 23 лет в Тиране (Албания). В январе 2024 года выиграла золотую медаль на кубке Ивана Ярыгина в Красноярске.  В мае 2024 года она во второй раз стала чемпионкой России в весе до 59 кг. В мае 2024 года стала финалисткой первенства Европы до 23 лет в весе до 59 кг в Баку.
В апреле 2025 года на чемпионате Европы в Братиславе в весовой категории до 59 кг завоевала золотую медаль. В финальной схватке одолела соперницу из Турции Бедиху Гюн.

## Спортивные результаты
- Международный уровень:
  - Первенство Европы среди кадетов 2016 — ; (Стокгольм, Швеция)
  - Первенство Европы среди кадетов 2018 — ; (Скопье, Северная Македония).
  - Гран-При «Ивана Ярыгина» 2019 — ;
  - Первенство Европы среди юниоров 2021 — ; (Дортмунд, Германия).
  - Первенство мира среди юниоров 2021  — ; (Уфа, Россия).
  - Гран-При «Ивана Ярыгина» 2023 — ;
  - II Игры стран СНГ 2023 — ; (Солигорск, Беларусь)
  - Международный фестиваль университетского спорта 2023 — ; (Екатеринбург)
  - Первенство мира до 23 лет 2023 — ; (Тирана, Албания)
  - Кубок Ивана Ярыгина 2024 — ;
  - 2024 Первенство Европы до 23 лет — ; (Баку, Азербайджан)
  - Чемпионат Европы 2025 — ;
- Национальный уровень:
  - Чемпионат России 2019 — ;
  - Чемпионат России 2021 — ;
  - Чемпионат России 2022 — ;
  - Всероссийская Спартакиада 2022 — ;
  - Чемпионат России 2023 — ;
  - Чемпионат России 2024 — ;
  - Чемпионат России 2025 — ;